# Envronville
Envronville est une commune française située dans le département de la Seine-Maritime, en région Normandie.

## Géographie
| Cliponville    |                        | Rocquefort       |
|                | Envronville            |                  |
| Terres-de-Caux | Écretteville-lès-Baons | Hautot-le-Vatois |

### Localisation
Envronville est située à une altitude moyenne de 108 mètres. Le climat est océanique avec des étés tempérés.
Les communes qui entourent Envronville sont Cliponville, Rocquefort, Hautot-le-Vatois, Saint-Pierre-Lavis et Bermonville. La ville la plus proche est Fécamp, à 23 km. Le Havre se trouve à 41 km.
La commune se trouve à proximité du parc naturel régional des Boucles de la Seine normande. La plage la plus proche est la plage des Grandes-Dalles à Sassetot-le-Mauconduit, à 18,6 km de distance. La forêt communale de Bolbec est à 14,9 km.

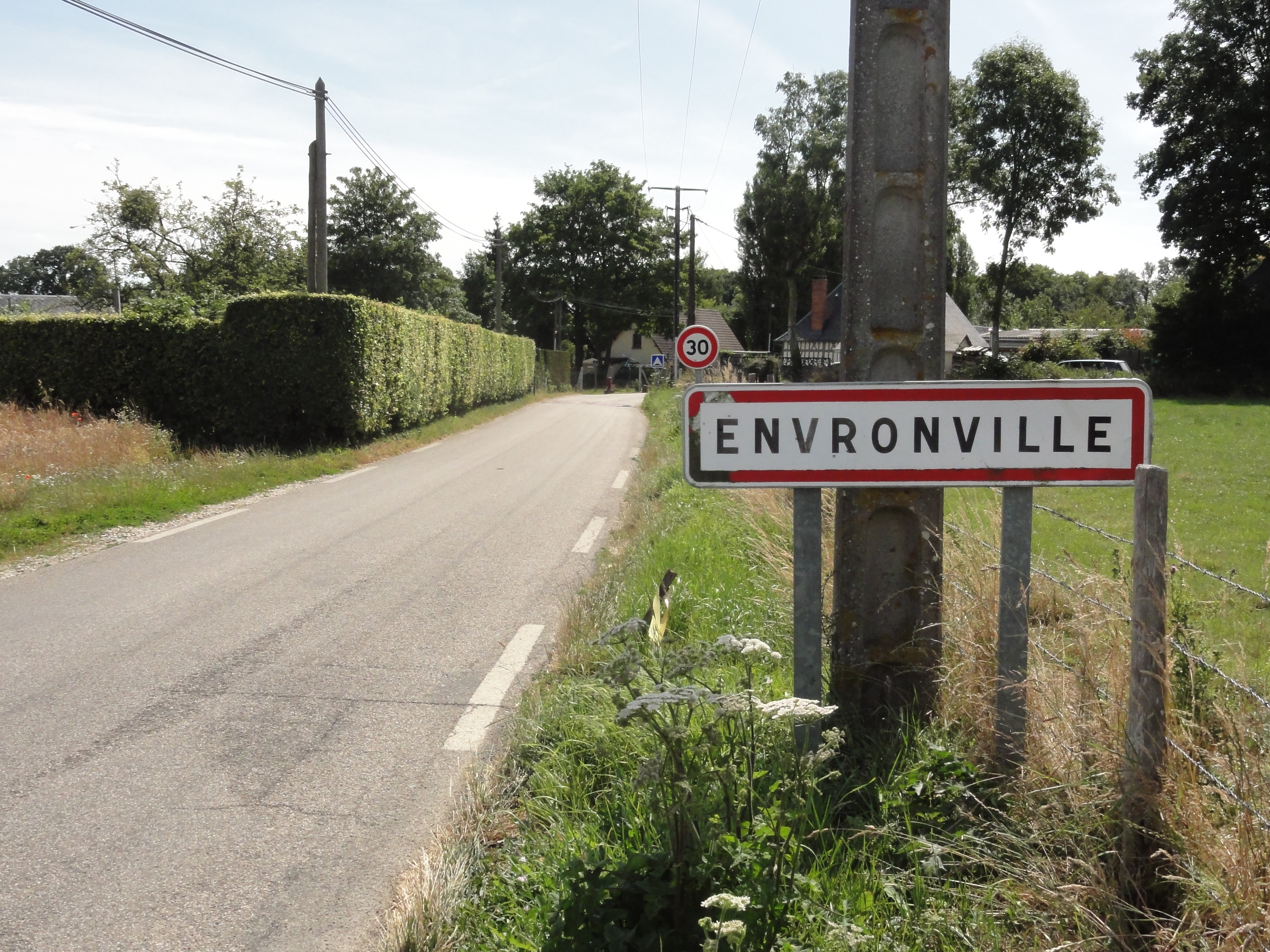
Entrée d'Envronville.
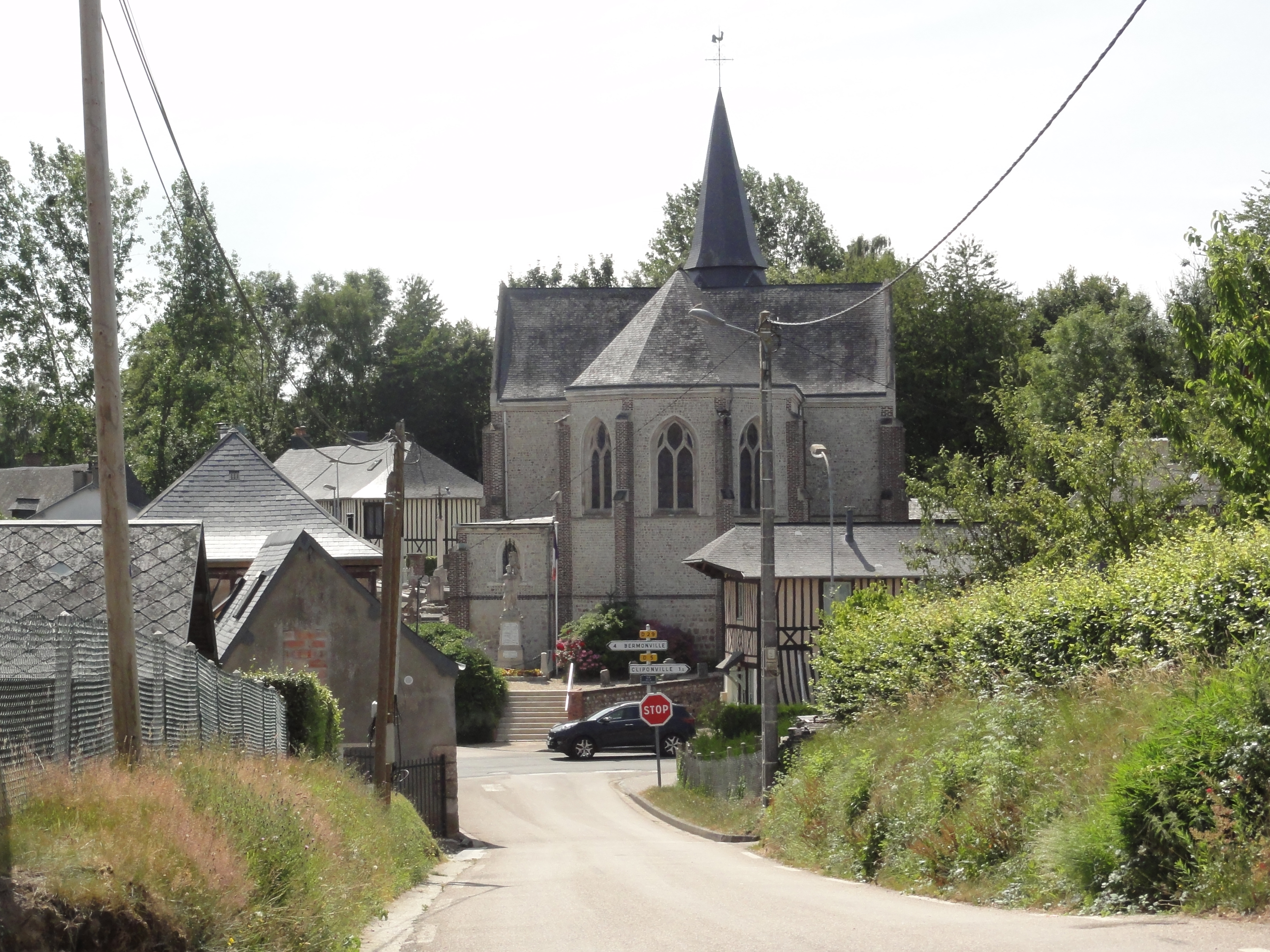
La D 25 dans le centre bourg.
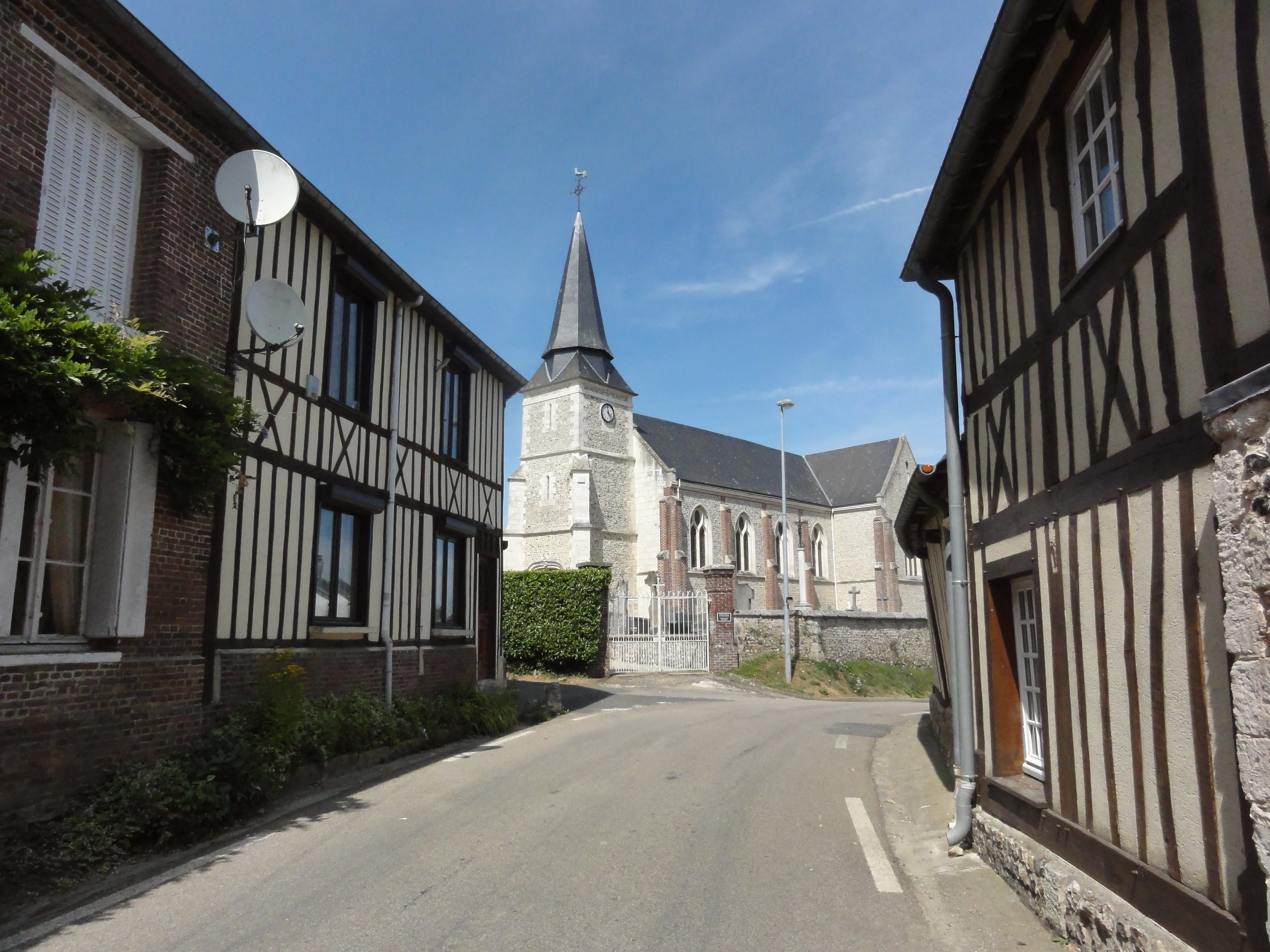
La D29 dans le centre bourg.

### Risques naturels de la commune
Les risques répertoriés sont les risques d'inondations, de mouvements de terrain, de séismes zone de sismicité 1 et de transports de marchandises dangereuses.
La commune d'Envronville a subi un affaissement de terrain en décembre 1994, un éboulement, glissement et affaissement de terrain en 1995, des inondations et coulées de boue en janvier 1995, en juillet 1994, en décembre 1999, en mai 2000 et en septembre-octobre 2007.

### Hydrographie
La commune est située dans le bassin Seine-Normandie. Elle n'est drainée par aucun cours d'eau,.

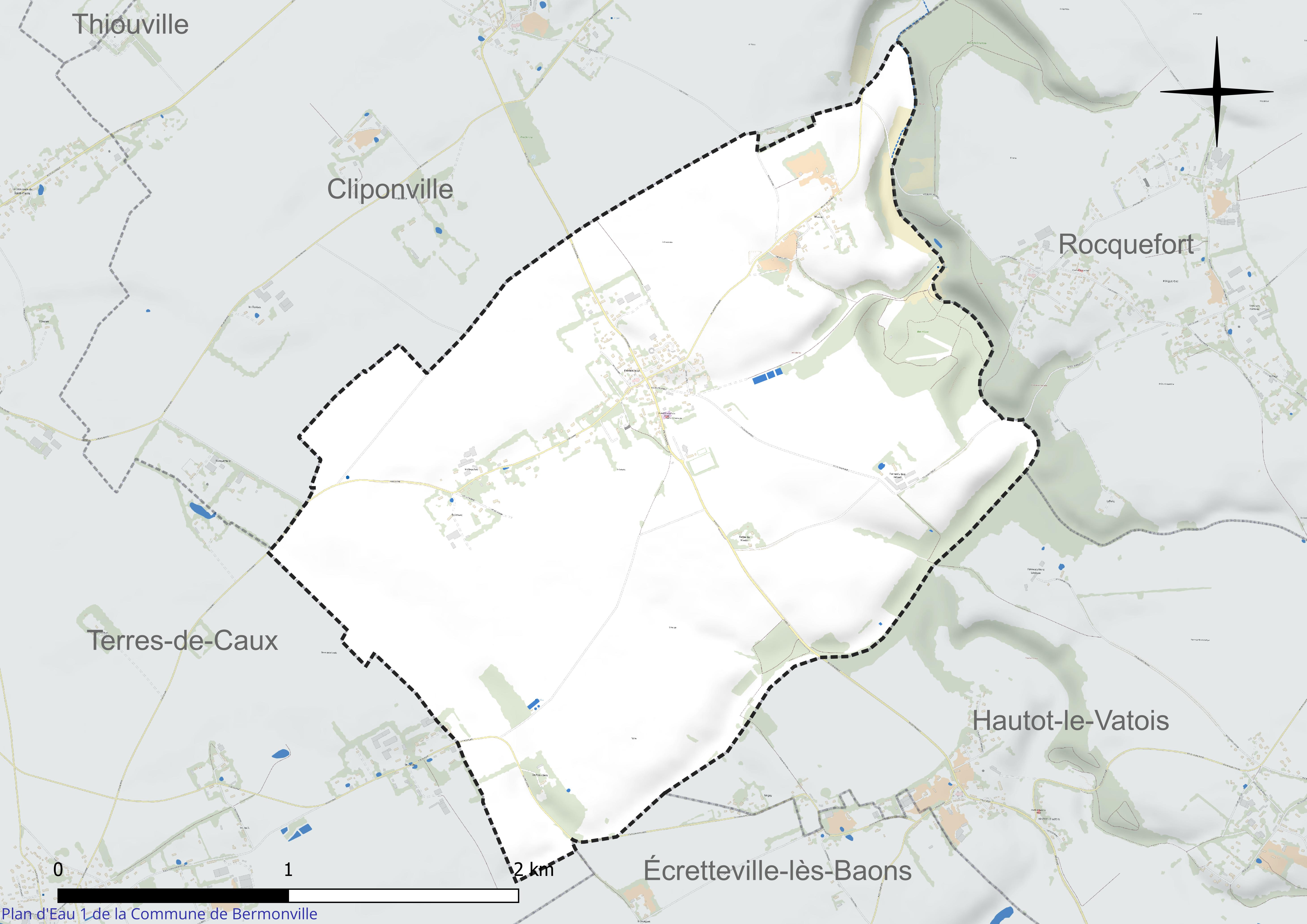
Réseau hydrographique d'Envronville.

### Climat
Pour des articles plus généraux, voir Climat de la Normandie et Climat de la Seine-Maritime.
En 2010, le climat de la commune est de type climat océanique franc, selon une étude du CNRS s'appuyant sur une série de données couvrant la période 1971-2000. En 2020, Météo-France publie une typologie des climats de la France métropolitaine dans laquelle la commune est exposée à un climat océanique et est dans la région climatique Côtes de la Manche orientale, caractérisée par un faible ensoleillement (1 550 h/an) ; forte humidité de l’air (plus de 20 h/jour avec humidité relative > 80 % en hiver), vents forts fréquents. Parallèlement le GIEC normand, un groupe régional d’experts sur le climat, différencie quant à lui, dans une étude de 2020, trois grands types de climats pour la région Normandie, nuancés à une échelle plus fine par les facteurs géographiques locaux. La commune est, selon ce zonage, exposée à un « climat maritime », correspondant au Pays de Caux, frais, humide et pluvieux, légèrement plus frais que dans le Cotentin.
Pour la période 1971-2000, la température annuelle moyenne est de 10,5 °C, avec une amplitude thermique annuelle de 13,8 °C. Le cumul annuel moyen de précipitations est de 912 mm, avec 13,2 jours de précipitations en janvier et 8,8 jours en juillet. Pour la période 1991-2020, la température moyenne annuelle observée sur la station météorologique la plus proche, située sur la commune d'Ectot-lès-Baons à 10 km à vol d'oiseau, est de 10,8 °C et le cumul annuel moyen de précipitations est de 905,5 mm,. Pour l'avenir, les paramètres climatiques de la commune estimés pour 2050 selon différents scénarios d’émission de gaz à effet de serre sont consultables sur un site dédié publié par Météo-France en novembre 2022.

## Urbanisme

### Typologie
Au 1er janvier 2024, Envronville est catégorisée commune rurale à habitat dispersé, selon la nouvelle grille communale de densité à sept niveaux définie par l'Insee en 2022.
Elle est située hors unité urbaine. Par ailleurs la commune fait partie de l'aire d'attraction d'Yvetot, dont elle est une commune de la couronne,. Cette aire, qui regroupe 15 communes, est catégorisée dans les aires de moins de 50 000 habitants,.

### Occupation des sols
L'occupation des sols de la commune, telle qu'elle ressort de la base de données européenne d’occupation biophysique des sols Corine Land Cover (CLC), est marquée par l'importance des territoires agricoles (95,3 % en 2018), une proportion identique à celle de 1990 (95,3 %). La répartition détaillée en 2018 est la suivante : 
terres arables (78,5 %), zones agricoles hétérogènes (10,1 %), prairies (6,6 %), forêts (4,7 %). L'évolution de l’occupation des sols de la commune et de ses infrastructures peut être observée sur les différentes représentations cartographiques du territoire : la carte de Cassini (XVIIIe siècle), la carte d'état-major (1820-1866) et les cartes ou photos aériennes de l'IGN pour la période actuelle (1950 à aujourd'hui).

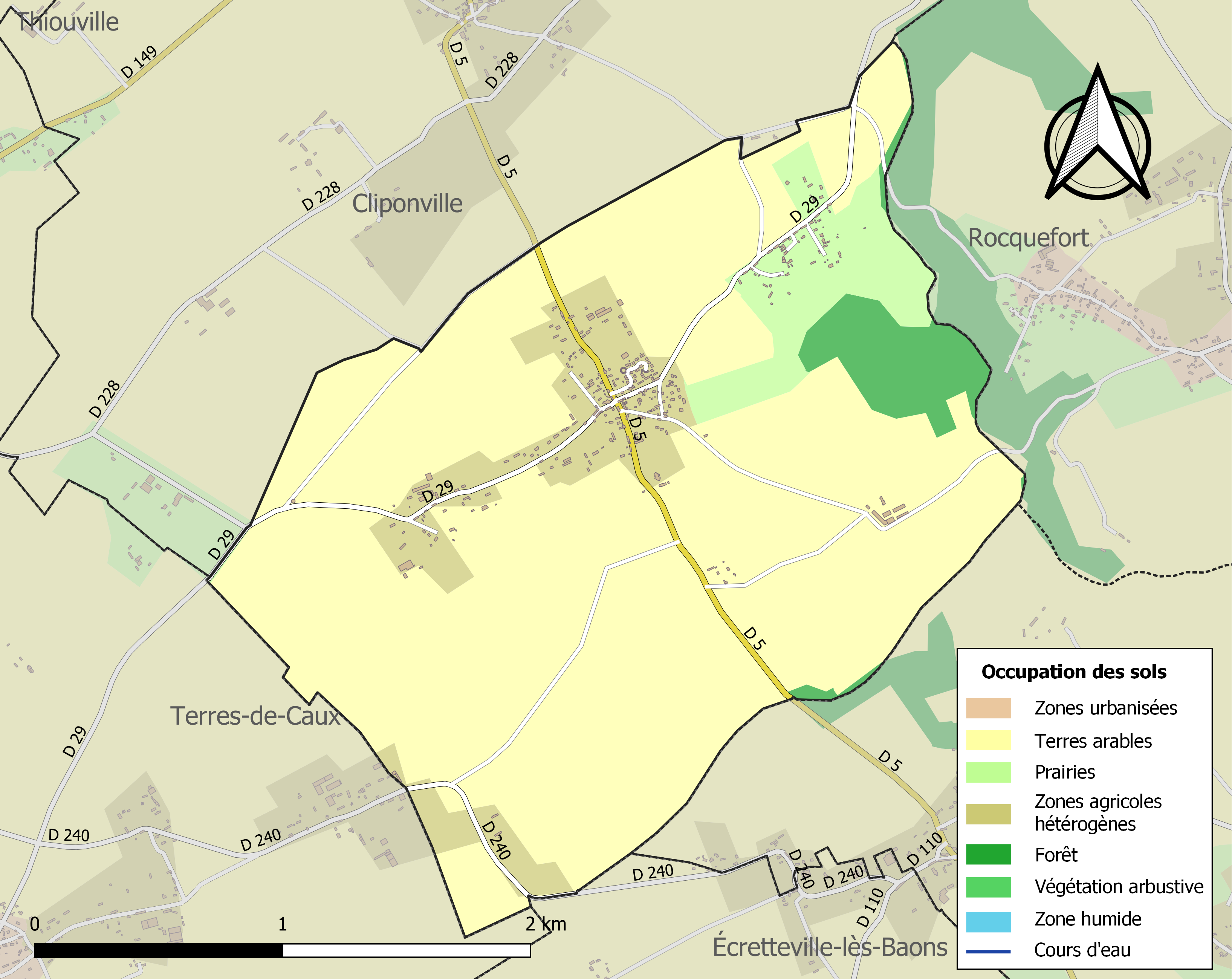
Carte des infrastructures et de l'occupation des sols de la commune en 2018 (CLC).

## Toponymie
Lee nom de la localité est attesté sous les formes Evroltvilla vers 1040; Evronvilla fin du XIIe siècle; Evrovilla vers 1240; Euvronvilla en 1283; Envronville en 1403; Anvronville en 1421.

## Histoire
Envronville appartenait depuis le XIIIe siècle aux archevêques de Rouen. En 1421, le roi d'Angleterre confisque sa cure au curé d’Envronville.
En 1778, Envronville est vendue par le cardinal de la Rochefoucauld à la famille Deschamps de Boishebert, mais les Deschamps de Boishébert sont « seigneurs patrons honoraires ».
En 1793, la commune portait le nom d'Anvronville (autrefois Ouvronville). C'est en 1801 qu'elle prit le nom d'Envronville.

## Politique et administration
| Période                                  | Période                    | Identité         | Étiquette | Qualité                                                                                    |
| ---------------------------------------- | -------------------------- | ---------------- | --------- | ------------------------------------------------------------------------------------------ |
| Les données manquantes sont à compléter. |                            |                  |           |                                                                                            |
| 1844                                     |                            | M. Héron         |           |                                                                                            |
| Les données manquantes sont à compléter. |                            |                  |           |                                                                                            |
| 1983                                     | 2008                       | Bernard Le Besne |           |                                                                                            |
| mars 2008                                | En cours (au 10 août 2020) | François Truptil |           | Agriculteur Vice-président de la CC Cœur de Caux (2014 → ) Réélu pour le mandat 2020-2026, |

## Population et société

### Démographie
L'évolution du nombre d'habitants est connue à travers les recensements de la population effectués dans la commune depuis 1793. Pour les communes de moins de 10 000 habitants, une enquête de recensement portant sur toute la population est réalisée tous les cinq ans, les populations de référence des années intermédiaires étant quant à elles estimées par interpolation ou extrapolation. Pour la commune, le premier recensement exhaustif entrant dans le cadre du nouveau dispositif a été réalisé en 2008.

En 2022, la commune comptait 361 habitants, en évolution de +6,8 % par rapport à 2016 (Seine-Maritime : +0,35 %, France hors Mayotte : +2,11 %).
| 1793 | 1800 | 1806 | 1821 | 1831 | 1836 | 1841 | 1846 | 1851 |
| ---- | ---- | ---- | ---- | ---- | ---- | ---- | ---- | ---- |
| 354  | 580  | 501  | 586  | 586  | 594  | 576  | 575  | 566  |

| 1856 | 1861 | 1866 | 1872 | 1876 | 1881 | 1886 | 1891 | 1896 |
| ---- | ---- | ---- | ---- | ---- | ---- | ---- | ---- | ---- |
| 581  | 626  | 645  | 566  | 584  | 515  | 507  | 482  | 483  |

| 1901 | 1906 | 1911 | 1921 | 1926 | 1931 | 1936 | 1946 | 1954 |
| ---- | ---- | ---- | ---- | ---- | ---- | ---- | ---- | ---- |
| 467  | 428  | 380  | 365  | 354  | 316  | 346  | 353  | 322  |

| 1962 | 1968 | 1975 | 1982 | 1990 | 1999 | 2006 | 2008 | 2013 |
| ---- | ---- | ---- | ---- | ---- | ---- | ---- | ---- | ---- |
| 301  | 267  | 244  | 291  | 305  | 333  | 324  | 321  | 328  |

| 2018 | 2022 | - | - | - | - | - | - | - |
| ---- | ---- | - | - | - | - | - | - | - |
| 349  | 361  | - | - | - | - | - | - | - |

### Sports
- Envronville possède une salle polyvalente, un stade municipal Léon-Bachet (terrain de football), et un terrain de pétanque.
- Les autres sports qui peuvent être pratiqués sont le tennis, le handball, le basket-ball et le volley-ball[25].

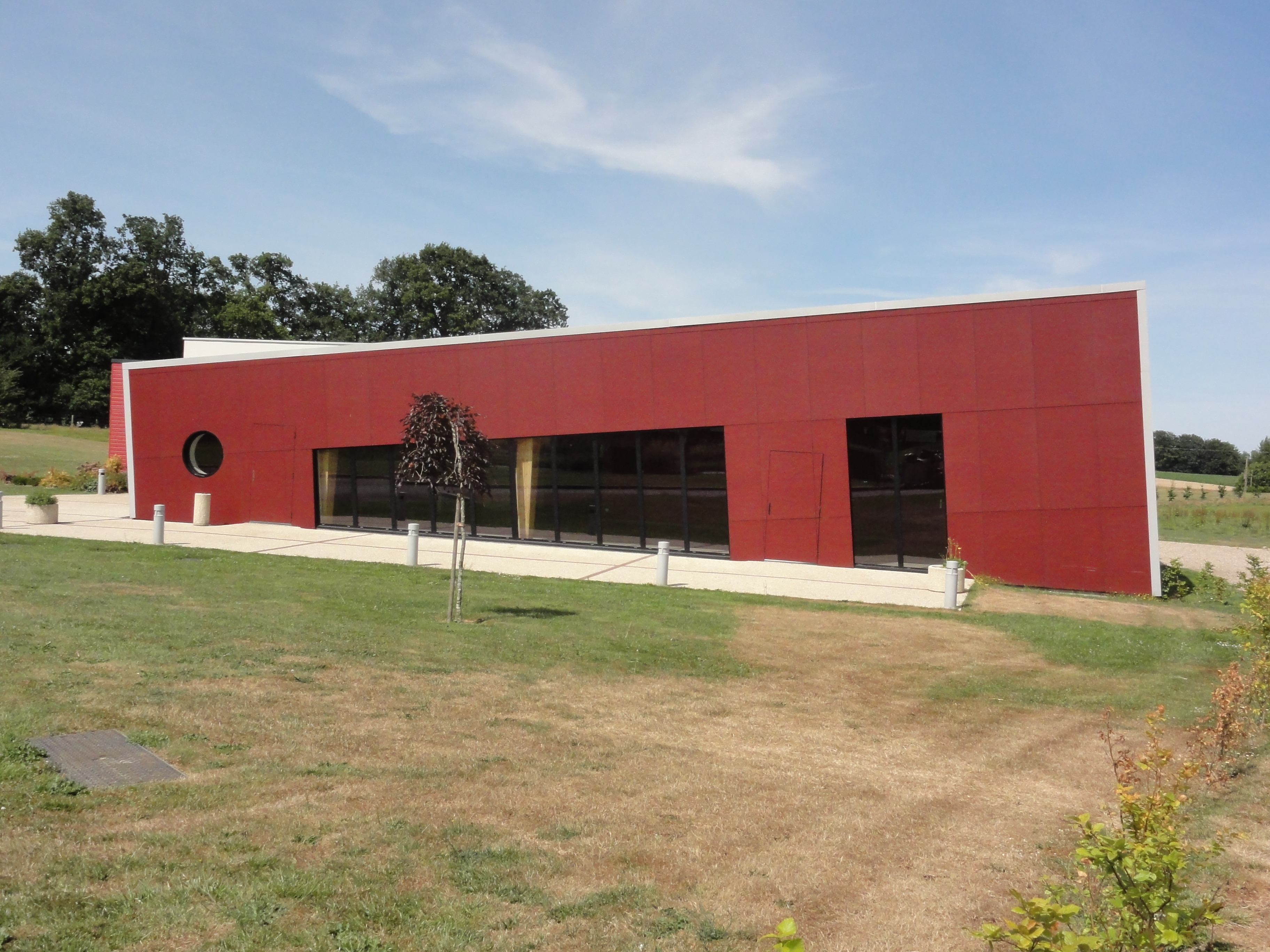
Salle de sports d'Envronville.
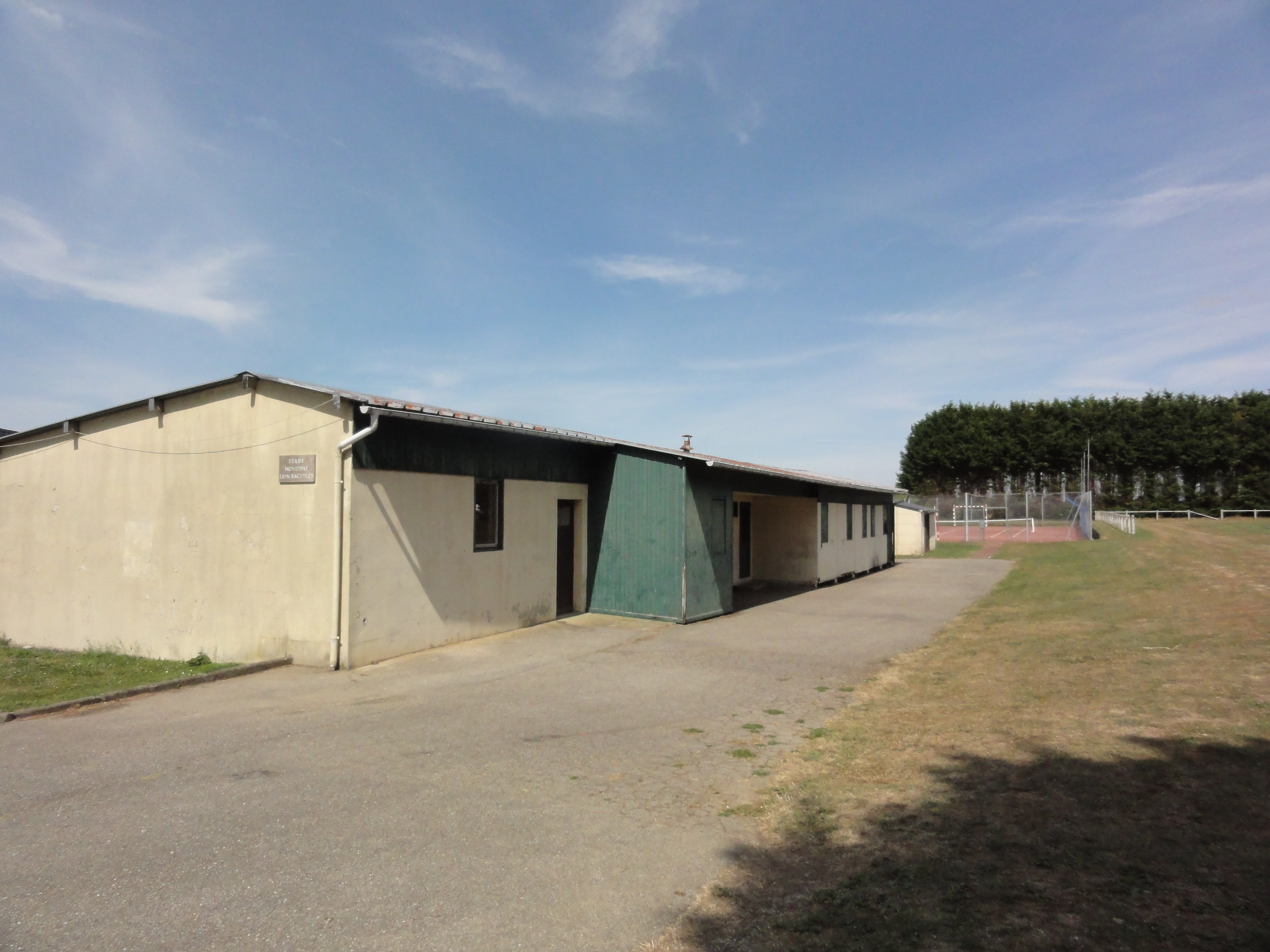
Le stade municipal Léon-Bachet

## Économie

### Entreprises et commerces
- Un bar-épicerie.
- Une société-paysagiste.

### Indications géographiques protégées
Envronville est située sur le territoire des IGP pour les porcs de Normandie, les volailles de Normandie et le cidre de Normandie.

## Culture locale et patrimoine

### Lieux et monuments
- L'église Notre-Dame-de-l’Assomption dont le clocher a été construit en 1647. La nef et le chœur ont été reconstruits au XIXe siècle en style néogothique (chœur et transept en 1868-1873 et nef en 1894, clocher consolidé à la même époque). L'église contient des statues de saint Côme et saint Damien en bois peint. Les fonts baptismaux qui datent du XVIIe siècle, appartenaient à l’ancienne église[26]. La construction du chœur a fait disparaître des verrières du XIIIe siècle et un maitre-autel et son retable du XVIIIe siècle, avec une toile d'un disciple de Boucher.
- Le monument aux morts.
- Les tombes des soldats canadiens, de la Commonwealth War Graves Commission.

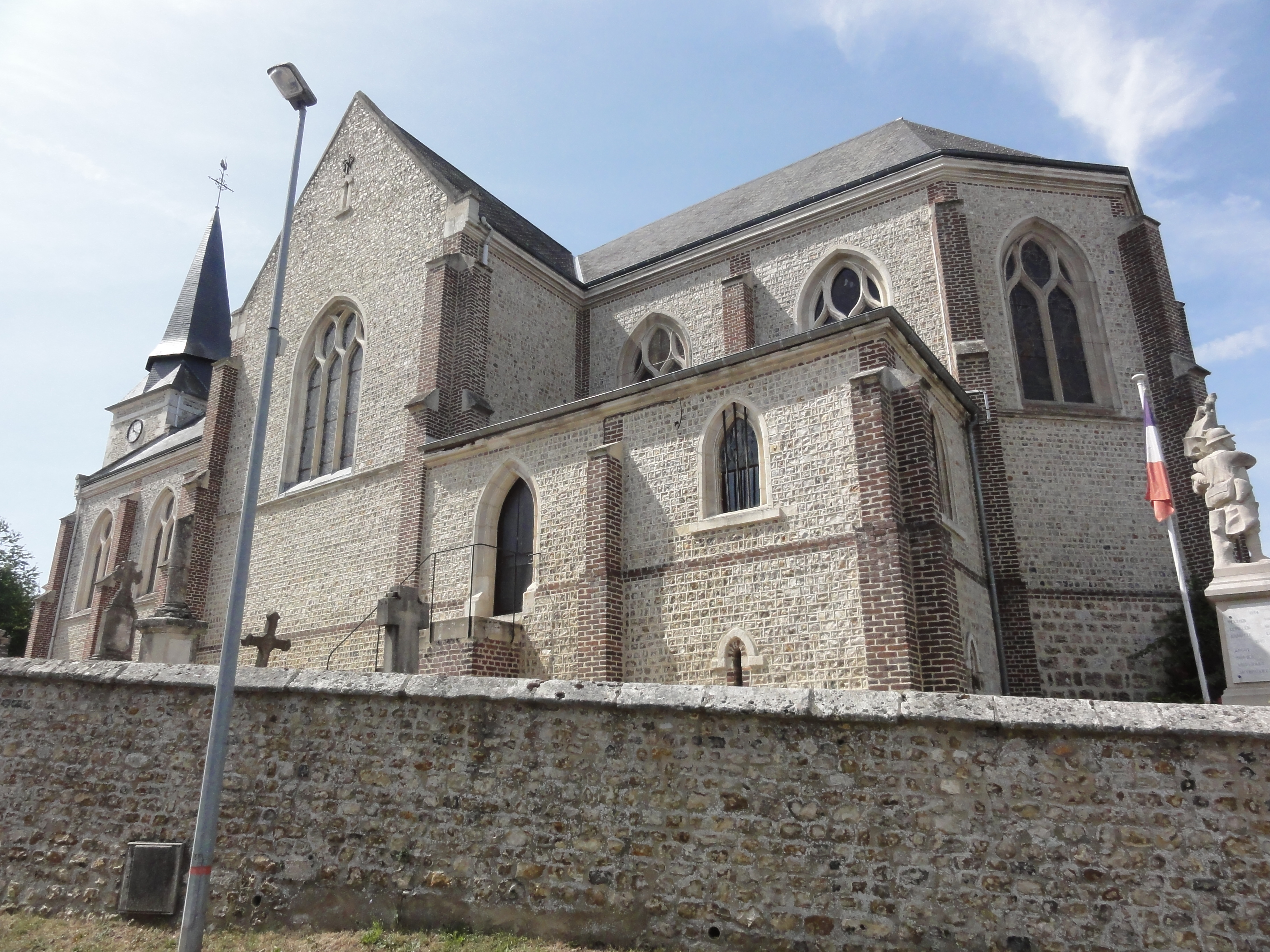
L'église Notre-Dame-de-l’Assomption
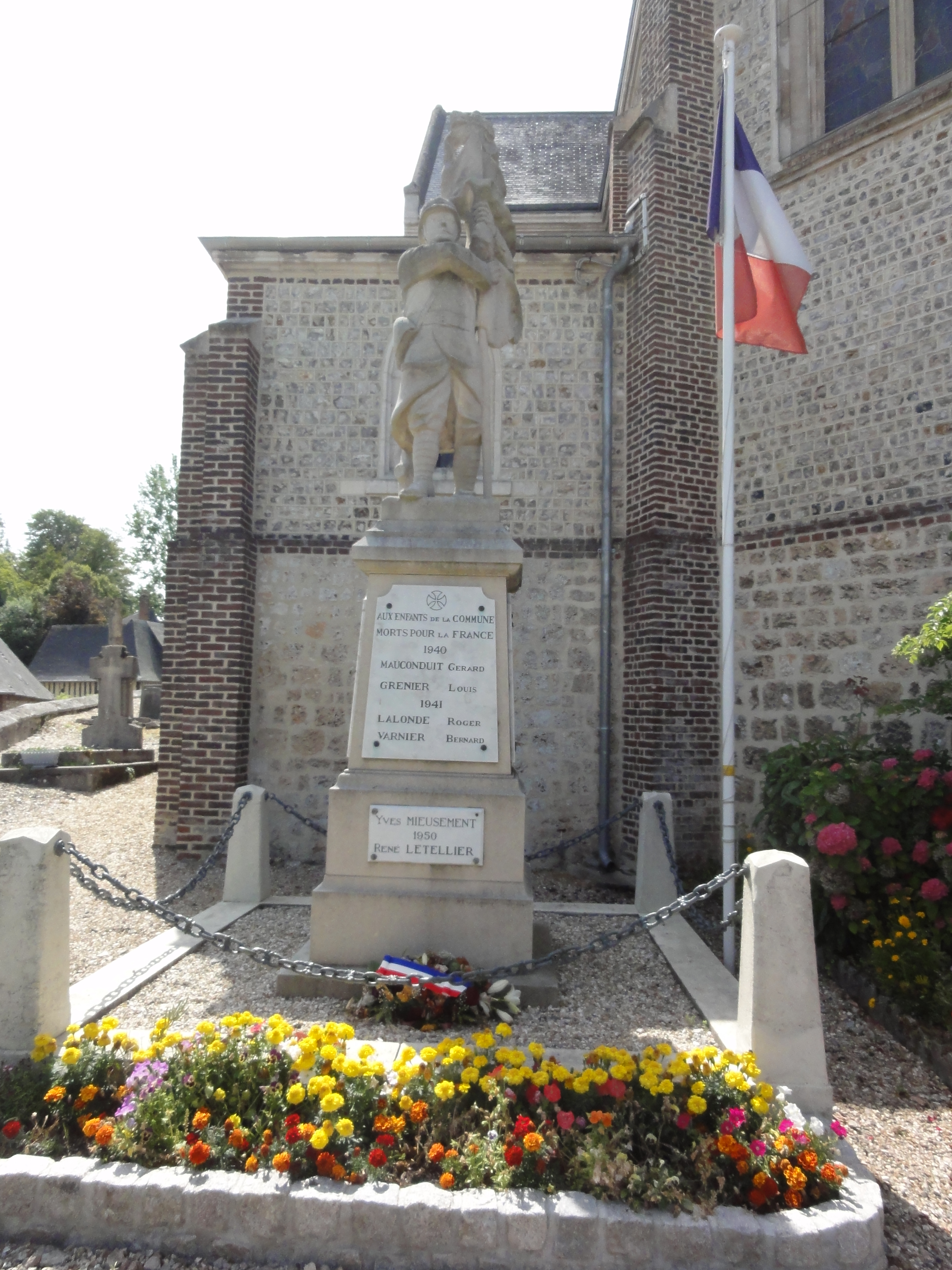
Le monument aux morts.
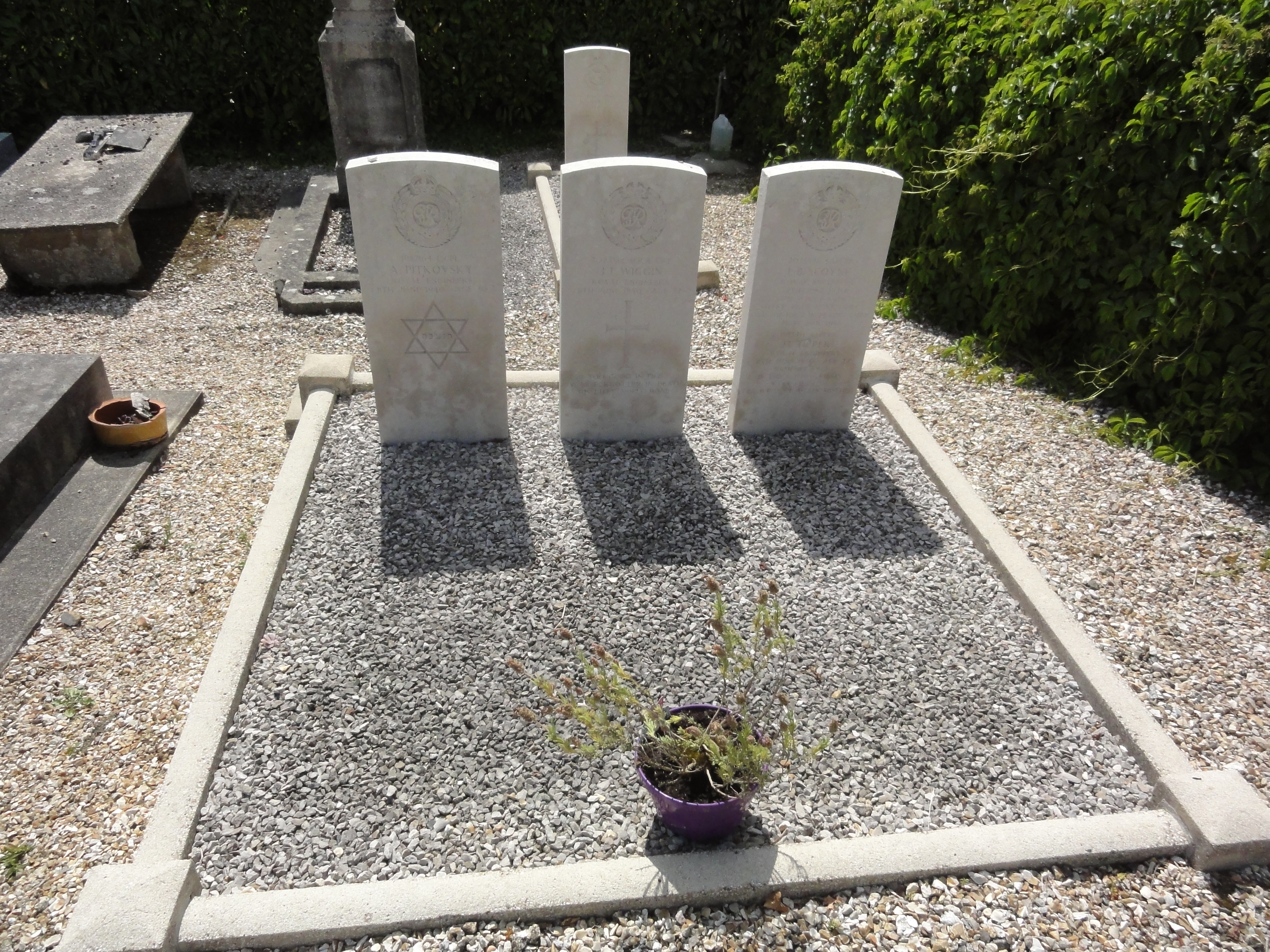
Les tombes des soldats canadiens

### Musées les plus proches de la commune
- La Maison des Templiers à Caudebec-en-Caux, qui contient des collections d'archéologie nationale : Préhistoire, grecques et romaines ainsi que des collections d'arts décoratifs : céramique, mobilier. Il est à 16,3 km de la commune.
- Le Musée de la marine de Seine à Caudebec-en-Caux, à 16,3 km. Les thèmes des collections sont l'histoire locale et régionale ainsi que les sciences et techniques : navigation et pêche.
- Le Musée Victor-Hugo à Villequier, à 17,2 km. Il contient notamment du mobilier et dans le domaine des Beaux-Arts des dessins, estampes et affiches ainsi que des peintures, sculptures et manuscrits.
- Le Musée des ivoires d'Yvetot, à 8,5 km. Il est connu pour l'archéologie et ses collections en Arts décoratifs ainsi que ses sculptures.